# 渡辺やよい (女優)
渡辺 やよい（わたなべ やよい、1952年8月24日 - ）は、日本の元女優。東京都北区出身。映画デビュー直後まで、本名（旧姓）の渡辺 弥生（わたなべ やよい）でテレビドラマに出演していた。結婚後の本名は蔵間 弥生（くらま やよい）。

## 来歴
小学生の頃から東映児童研修所に所属していた。1971年に映画『新・ハレンチ学園』の十兵衛役で初主演した。以後、千葉真一主演作品での助演や、東映のポルノ映画、アクション映画、テレビドラマなどに出演した。ヌードも厭わず細身の体ながら豊満な乳房を披露し、雑誌にもヌードグラビアが掲載された。
映画監督の鈴木則文は渡辺について「演技力も確かで性格も良く、明るい笑顔が魅力。日本的な小柄の体型だが、トランジスターグラマー」と評している。1972年の『徳川セックス禁止令 色情大名』で主演予定の池玲子が断ったことから鈴木は渡辺を代役に起用するつもりだったが、脚本を共作した掛札昌裕や企画の天尾完次から杉本美樹を推され、意外性を優先する形で渡辺を諦めた。その後も鈴木は渡辺を重要な助演女優として使い続け、東京撮影所で異才監督として売り出し始めた伊藤俊也にも厚遇された。
1972年に女性タレントとして初めて避妊具（不二ラテックスのコンドーム）のCMに出演し、勇気ある決断と話題を呼んだ。テレビでの放送はなく販売促進器というショーケースの上部にアイ・キャッチャーとしての飾り写真のみだが、不二ラテックスが発売した高感度コンドームを渡辺が膨らませたり、引き延ばしたりする図柄の写真で、茶目っ気たっぷりに得意の寄り目で商品を見ているポーズ。不二ラテックスの創業社長・岡本忠大が自ら交渉に出向き、承知してくれないだろうと考えていたが、当時19歳の渡辺は知っていて承知したのか、知らなくて承知したのか分からないが、簡単に引き受けて、岡本社長を驚かせた。ギャラは70万円。
1979年に関取の蔵間と結婚し、女優を引退した。私生活では1男1女をもうけ、充実した日々を過ごしていたが、蔵間が1995年に死去すると、夫婦生活を綴った自叙伝『永遠の千秋楽 十六年間、幸せをありがとう』を出版した。同書は翌年に『永遠の千秋楽 蔵間・愛と涙の2500日』のタイトルでドラマ化された。引退後は完全に内助の功に徹し、バラエティ番組『新伍&紳助のあぶない話』（フジテレビ）で家族そろって出演した際も、元東映の同僚として懐かしげな山城新伍に対しても終始口数は少なく、子供の襟元を直すなど控えめな主婦に徹していた。千葉県市川市で「ちゃんこ蔵間」を経営していたが、閉店している。

## 出演

### 映画
- 新・ハレンチ学園 (1971年、ダイニチ映配) - 主演・十兵衛
- 不良番長 やらずぶったくり (1971年、東映) - 鮎子
- 喜劇 トルコ風呂王将戦 (1971年、東映) - ルミ
- 尼寺博徒 (1971年、東映) - 恵章
- 女番長ブルース 牝蜂の逆襲 (1971年、東映) - 宥子
- 現代ポルノ伝 先天性淫婦 (1971年、東映) - 山田鈴子
- 狼やくざ 殺しは俺がやる (1972年、東映) - 氷室京子
- 喜劇 セックス攻防戦 (1972年、東映) - ミチ
- 女番長ブルース 牝蜂の挑戦 (1972年、東映) - ナオミ
- 夜のならず者 (1972年、東映) - あけ美
- 銀蝶渡り鳥 (1972年、東映) - ヒロ子
- 不良番長 のら犬機動隊 (1972年、東映) - 青葉ルリ子
- 夜の女狩り (1972年、東映) - リエン
- 女囚701号/さそり (1972年、東映) - 木田由起子
- 麻薬売春Gメン (1972年、東映) - まゆみ
- エロ将軍と二十一人の愛妾 (1972年、東映) - お菊
- 高校生無頼控 突きのムラマサ (1972年、東宝) - 北川サキエ
- 女番長 (1973年、東映) - 盛装の鈴江
- 夜の歌謡シリーズ 女のみち (1973年、東映) - 有田美奈子
- ボディガード牙 (1973年、東映) - 春日マキ
- 実録 私設銀座警察 (1973年、東映) - パンパンC
- 女囚さそり けもの部屋 (1973年、東映) - 中川ユキ
- 色魔狼 (1973年、東映) - 真弓
- 実録安藤組 襲撃篇 (1973年、東映) - 圭子
- 女囚さそり 701号怨み節 (1973年、東映) - みどり
- 聖獣学園 (1974年、東映) - 北野久子
- ウルフガイ 燃えろ狼男 (1975年、東映) - たか
- 資金源強奪 (1975年、東映) - 洋子
- 暴走パニック 大激突 (1976年、東映) - 栗山愛子
- 子連れ殺人拳 (1976年、東映) - 志水由美
- お祭り野郎 魚河岸の兄弟分 (1976年、東映) - 八尋さより
- 暴走の季節 (1976年7月1日、東映) - アキ
- 沖縄10年戦争 (1978年、東映) - 知花ミミ

### テレビドラマ
- 東芝日曜劇場 栄光の旗  (1965年4月11日、TBS)　※「渡辺弥生」名義
- 大奥第30話、31話 (1968年、関西テレビ)　※「渡辺弥生」名義
- NHK劇場 迷子の天使 (1969年1月2日、NHK)　※「渡辺弥生」名義
- 徳川おんな絵巻  (関西テレビ)
  - 第9話 新入り女中大活躍 (1970年11月28日)　※「渡辺弥生」名義
  - 第10話 女と男の決闘 (1970年12月5日)　※「渡辺弥生」名義
  - 第32話 美しき女教師 (1971年5月8日)
  - 第33話 戦場なでしこ隊 (1971年5月15日)
- 仮面ライダー 第12話 殺人ヤモゲラス (1971年6月19日、毎日放送) - 白川マチ子　※「渡辺弥生」名義
- プレイガール  (東京12CH)
  - 第61話 女のすご腕 (1970年6月1日)　※「渡辺弥生」名義
  - 第80話 女をひと皮むいたとき (1970年10月12日)　※「渡辺弥生」名義
  - 第152話 女の寝技師（1972年2月28日） - 吉川夏子
  - 第156話 妻は過去に何をされたか?（1972年3月27日） - 黒川エイ子
  - 第162話 おとこ泣かせ裸のヴィーナス（1972年5月8日） 〜 第287話 男見るべからず プレイガール最後の決闘 (1974年9月30日) - 田辺やよい ※レギュラー出演[5]
- 運命峠 (1974年12月18日〜1975年2月26日、関西テレビ)　- ささ香 ※レギュラー出演
- プレイガールQ (東京12CH)
  - 第9話 女の野性は夜燃える（1974年12月2日） 〜 第71話 強く正しく美しいプレイガールよいざさらば (1976年3月29日) - 渡部やよい ※レギュラー出演
- 影同心 第9話「あぶな絵殺し節」（1975年、MBS） - お光
- Gメン'75  (TBS)
  - 第13話 バスストップ (1975年8月16日) - 菅村妙子
  - 第19話 デカ部屋の悪霊　(1975年9月27日)  - 真弓
  - 第63話 拳銃を撃てない警官(1976年7月31日) - 信雄の女
  - 第71話 刑事の女体受託収賄事件　(1976年9月25日) - 中村初恵
  - 第166話 女医の告白 (1978年7月29日）
  - 第199話 土曜日にネズミを殺せ！ (1979年3月24日) - あかね
- 大江戸捜査網 (東京12CH)
  - 第221話「十手に賭ける遊女秘話」(1975年12月13日) - たえ
  - 第293話「対決！忍者の掟」(1977年5月21日) - こふく（お香）
  - 第323話「悲しき流転！謎の女」(1978年1月21日) - おしず
  - 第337話「御用金強奪の罠」(1978年4月29日) - おたか
  - 第379話「幻の船を待つ女」(1979年2月17日) - 綾乃/小染・二役
  - 第406話「赤ん坊を狙う暗殺者」(1979年8月25日) - おしの
  - 第445話「夜空に賭けた女の慕情」(1980年6月7日)  - おせん
  - 第457話「おんな蟻地獄」（1981年） - 榊原加代
- 銀河テレビ小説（NHK）
  - 幻のぶどう園（1976年） - まゆみ
- 銭形平次 (フジテレビ)
  - 第506話 十一年目の父 (1976年1月28日)
  - 第557話 みそっかすの唄 (1977年1月22日)
- 遠山の金さん (テレビ朝日) 杉良太郎版（NET/東映) 
  - 第26話「金の大黒を追え‼」 (1976年3月25日) - おみよ
  - 第57話「ギヤマン飾りの女」 (1976年11月4日) - おれん
  - 第69話「お白州に小判の雨が降る！」 (1977年2月3日) - 平左衛門次女おりん
- 宇宙鉄人キョーダイン (1976年10月29日〜1977年3月11日、毎日放送)  - ガブリンクイーン人間態　※準レギュラー
- お耳役秘帳  第24話 どうせこの世は怨み花 (1976年9月14日、関西テレビ) - おつう
- ベルサイユのトラック姐ちゃん 第18話 京都の恋に裸はぬれる (1976年9月10日、NET)
- 人形佐七捕物帳 第4話 過去を見失った男 (1977年4月30日、テレビ朝日)
- 新五捕物帳 第13話 おはぐろどぶに咲いた花 (1978年1月10日、日本テレビ)
- 特捜最前線 (テレビ朝日)
  - 第59話 制服のテロリスト達！ (1978年5月17日)
  - 第75話 面影・密告してきた女！ (1978年9月6日)
  - 第90話 ジングルベルと銃声の街！ (1978年12月20日)
- 西遊記 第26話 あれが天竺大雷音寺だ！  (1979年4月1日、日本テレビ)  - 玲瓏
- 半七捕物帳 第7話「唐人飴」(1979年5月15日、テレビ朝日)
- ザ・スーパーガール 第44話「夜の手配師 女は月曜に嘘をつく」 (1980年1月28日、東京12CH)
- 日本名作怪談劇場 第6話 怪談・利根の渡し 怨念に燃える座頭針 (1979年7月25日、東京12CH)
- 噂の刑事トミーとマツ 第5話 トミマツ真っ青・女の戦争 (1979年11月14日、TBS)
- 花よめは16歳 第22話 こんにちは赤ちゃん!?  (1980年5月12日、テレビ朝日)
- 吉宗評判記 暴れん坊将軍（テレビ朝日） 
  - 第91話 「対決！嵐の甲府城」(1979年12月15日)
  - 第114話「正体見たぞ！隼小僧」(1980年5月31日)
- 服部半蔵 影の軍団 第19話 吸血・女の館 (1980年8月5日、関西テレビ) - お夏の方
- 土曜ワイド劇場 松本清張の小さな旅館 (1981年1月17日、テレビ朝日)
- 華麗なる追跡 THE CHASER (1989年10月7日、日本テレビ)　※「渡辺弥生」名義

## 著書
- 『永遠の千秋楽 十六年間、幸せをありがとう』
※テレビドラマ『永遠の千秋楽 蔵間・愛と涙の2500日』として放映され、名取裕子が演じた。